# ヌセルト数
ヌセルト数（ヌセルトすう、英: Nusselt number ：Nu ）はドイツの ヴィルヘルム・ヌセルトに因む無次元量で、伝熱の分野で、対流による熱伝達と流体（静止している流体）の熱伝導の比率を示す。対流が生じていなければ Nu = 1 である。

## 定義
ヌセルト数は次で定義される：
{\displaystyle Nu={\frac {\alpha L}{\lambda _{\mathrm {l} }}}}
- α ：流体の熱伝達率 [J/(m2 s K)]
- L ：代表長さ [m]
- λl ：流体の熱伝導率 [J/(m s K)]

## 利用法

### 自然対流
次元解析によれば、ヌセルト数とレイリー数Ra の関係は
{\displaystyle Nu\propto Ra^{1/3}}
となることが予想される。実験的にはRa > 105 の条件において
{\displaystyle Nu\approx 0.13Ra^{0.30}}
で近似できることが確かめられている。

### 強制対流
強制対流熱伝達の場合、熱伝達率αは以下の物理量などの影響を受ける：
- L ：代表長さ [m]
- U ：代表速さ [m/s]
- Tw ：物体の表面温度 [K]
- T∞ ：流体の温度 [K]
- ρ ：流体の密度 [kg/m3]
- η ：流体の粘度 [Pa s]
- λ ：流体の熱伝導率 [J/(m s K)]
- cp ：流体の比熱 [J/(kg K)]
- β ：流体の体膨張係数 [1/K]

これを無次元数の関係式にすると、ヌセルト数Nu はレイノルズ数Re 、プラントル数Pr 、グラスホフ数Gr 、エッカート数Ec 、無次元温度Tw / T∞ の関数で表される：
{\displaystyle Nu=Nu\left(Re,Pr,Gr,Ec,{\frac {T_{\mathrm {w} }}{T_{\infty }}}\right)}
たとえば、平板と、それに平行に流れる一様な流れの間の熱伝達は
{\displaystyle Nu={\begin{cases}0.664Re^{1/2}Pr^{1/3},&Re<3.2\times 10^{5}\\0.037Re^{0.8}Pr^{1/3},&Re>3.2\times 10^{5}\end{cases}}}
という関係で表される。ただし、レイノルズ数の代表長さと代表速度には、平板先端からの距離および一様流の速度をとる。
また、球体が一様な流れの中にある場合、次のランツ・マーシャル（Ranz-Marshall）の式が成り立つ。
{\displaystyle Nu=2+0.6Re^{\frac {1}{2}}Pr^{\frac {1}{3}},\quad Re<1000}